# Barrio Rural
Barrio Rural es una localidad argentina ubicada en el departamento Apóstoles de la Provincia de Misiones. Depende administrativamente del municipio de Apóstoles, de cuyo centro urbano dista unos 5 km.
En la localidad se encuentra la escuela N.º 128, y un galpón municipal.
Su principal vía de comunicación es la Ruta Provincial 1, de la cual dista unos 3 km, hallándose vinculada mediante una red de caminos vecinales.